# Alun Wyn Jones
Alun Wyn Jones (ur. 19 września 1985 r. w Swansea) – walijski rugbysta występujący na pozycji wspieracza. Z reprezentacją narodową czterokrotny uczestnik turniejów o puchar świata; trzykrotnie członek drużyny British and Irish Lions.

## Kariera sportowa
Urodzony w Swansea Jones jest wychowankiem Swansea R.F.C. W 2005 roku dołączył do regionalnej drużyny Ospreys.
Występował w drużynie narodowej na poziomie juniorskim i młodzieżowym – m.in. brał udział w mistrzostwach świata do lat 21 w 2004 i 2005 roku.
W reprezentacji seniorów zadebiutował w czerwcu 2006 roku w spotkaniu z Argentyną, które rozegrano w Puerto Madryn. Wkrótce został podstawowym zawodnikiem swojej drużyny – wystąpił m.in. we wszystkich spotkaniach Pucharu Sześciu Narodów w 2007 roku. Znalazł się również w składzie Walii na rozgrywany w tym samym roku we Francji Puchar Świata. Jednak podczas samych mistrzostw faworyzowani Walijczycy ulegli reprezentacji Fidżi i nie zdołali nawet awansować do fazy pucharowej. Również w 2007 roku po raz pierwszy sięgnął po tytuł z Ospreys – „Rybołowy” ukończyły rozgrywki Celtic League na pierwszym miejscu, o punkt wyprzedzając Cardiff Blues.
W kolejnym roku raz jeszcze uczestniczył w Pucharze Sześciu Narodów, kiedy to Walijczycy sięgnęli po Wielki Szlem, ogrywając wszystkich pięciu rywali. Podobna sztuka nie udała się reprezentacji Walii rok później, jednak Jones w meczu z Włochami pełnił funkcję kapitana drużyny. Nazwisko walijskiego wspieracza znalazło się na liście zawodników powołanych do mieszanej brytyjskiej drużyny British and Irish Lions na odbywający się od maja do lipca cykl spotkań w Południowej Afryce. W trakcie tournée wystąpił w trzech meczach przygotowawczych z miejscowymi drużynami oraz wszystkich trzech test-meczach z reprezentacją RPA.
Podczas Pucharu Sześciu Narodów w 2010 roku, który Walijczycy zakończyli ostatecznie zajęli czwarte miejsce, Jones zapisał się w pamięci przede wszystkim przewinieniem w meczu z Anglią. W trakcie spotkania podłożył nogę Dylanowi Hartleyowi, za co został ukarany żółtą kartką. Podczas jego 10-minutowego pobytu poza boiskiem Anglicy zdobyli 17 punktów, natomiast cały pojedynek Anglia wygrała 30:17. Po meczu selekcjoner Walii Warren Gatland określił zachowanie Jonesa jako „głupie”, stwierdzając jednocześnie, że najprawdopodobniej kosztowało ono drużynę zwycięstwo w tym spotkaniu. Sezon 2009/2010 przyniósł jednak kolejny tryumf w rodzimej lidze z ekipą Ospreys – walijska drużyna w pierwszym w historii wielkim finale Celtic League pokonała w Dublinie irlandzkie Leinster Rugby.
Przed rozpoczęciem kolejnego sezonu Alun Wyn Jones został mianowany nowym kapitanem „Rybołowów”, zastępując Ryana Jonesa, który zdecydował się poświęcić w większej mierze przygotowaniom do nadchodzących mistrzostw globu. W drugiej części sezonu 2010/2011, w związku z wygasającą kilka miesięcy później umową Jonesa z Ospreys, pojawiły się spekulacje na temat jego ewentualnych przenosin do któregoś z francuskich klubów z ligi Top 14. Ostatecznie Alun Wyn podpisał nowy, trzyletni kontrakt z drużyną ze Swansea. Jego dyspozycja w sezonie 2010/2011 spotkała się z uznaniem, na co wskazywać może włączenie do drużyny marzeń Celtic League.

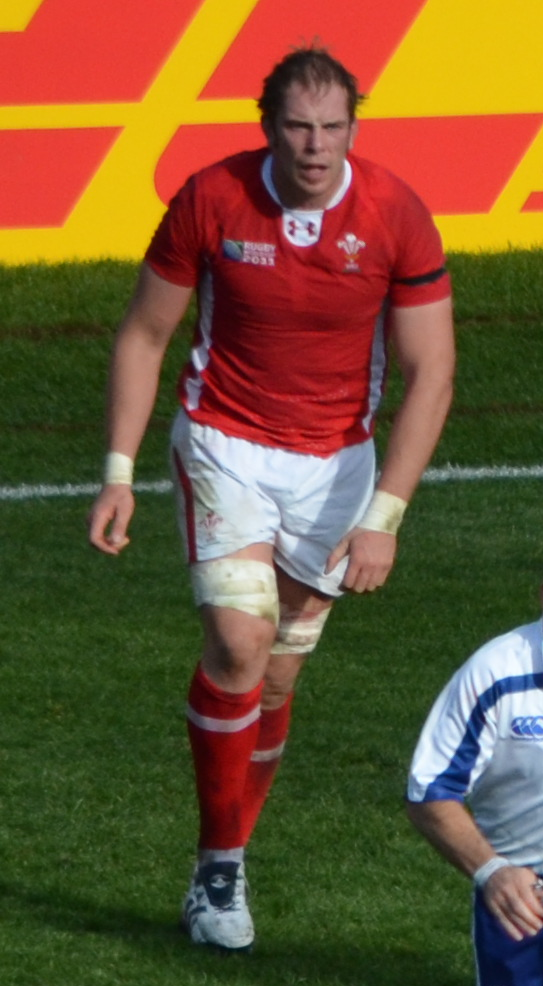
Jones w barwach reprezentacji podczas Pucharu Świata w Rugby 2011

W sierpniu 2011 roku walijski wspieracz został powołany przez Gatlanda do kadry na rozpoczynający się miesiąc później w Nowej Zelandii Puchar Świata. Podczas turnieju Walijczycy dotarli do półfinału, w którym jednym punktem ulegli Francji. Również w spotkaniu o brązowy medal podopieczni Gatlanda ponieśli porażkę, przegrywając z Australijczykami 18:21. W trakcie turnieju wystąpił w siedmiu pojedynkach.
Kolejne dwa lata to pasmo dobrych wyników zarówno w barwach reprezentacyjnych, jak i regionalnych. Reprezentacja Walii w 2012 roku w Pucharze Sześciu Narodów wywalczyła Wielki Szlem, zaś rok później z zaledwie jedną porażką obroniła to trofeum. Jones wystąpił w większości spotkań podczas obu edycji. Również w 2012 roku po najwyższe laury w Pro12 (następcy Celtic League) sięgnęła drużyna Ospreys – w wielkim finale „Rybołowy” raz jeszcze ograły Leinster.
W kwietniu 2013 roku po raz drugi w karierze Jones otrzymał powołanie do drużyny British and Irish Lions na wyjazd do Australii. Lwy – po raz pierwszy od 1997 roku – zdołały wygrać trzymeczową serię spotkań, zwyciężając w stosunku 2:1. Walijczyk wystąpił w czterech sparingach i trzech test-meczach. W ostatnim z nich, wygranym 41:16 pod nieobecność kontuzjowanego Sama Warburtona i pominiętego przy ustalaniu składu Briana O’Driscolla Jones pełnił funkcję kapitana drużyny.
W trakcie sezonu 2013/2014 – raz jeszcze w związku z upływającym okresem obowiązywania kontraktu z Ospreys – Jones łączony był z przeprowadzką do Francji. Sam zawodnik przyznał, że nie wyklucza takiej możliwości, gdyż łączyłaby się ona ze znaczną podwyżką zarobków. Niemniej w styczniu 2014, mimo kilku ofert z zagranicy, Jones ponownie związał się z walijską drużyną trzyletnią umową. Na koniec sezonu Alun Wyn raz jeszcze znalazł się w najlepszej piętnastce ligi Pro12.
W maju 2021 roku ogłoszono, że zawodnik znalazł się w składzie British and Irish Lions na serię spotkań w Południowej Afryce. Jones, uczestniczący w zmaganiach Lions już po raz czwarty został mianowany kapitanem drużyny.

## Życie prywatne
Jones w lipcu 2010 roku ukończył studia prawnicze na Swansea University. Cztery lata później otrzymał nagrodę honorową tejże uczelni.